# 尼日利亚社会主义工农党
尼日利亚社会主义工农党（英语：Socialist Workers and Farmers Party of Nigeria）是尼日利亚的一个已不存在的共产主义政党。该党成立于1963年，尼日利亚青年大会的骨干和尼日利亚工会大会的领导层组成。它的领导人是Tunji Otegbeye博士、Eskor Toyo、Wahab Goodluck、Kunle Oyero、Bassey和Fatogun。该党在政治上亲近苏联。该党于1964年向官方注册。该党出版刊物《前进》，还办有社会主义出版社和埃多印刷厂。1966年，该党被尼日利亚当局禁止活动。